# (5336) 1991 JE1
(5336) 1991 JE1 là một tiểu hành tinh vành đai chính. Nó được phát hiện bởi Nobuhiro Kawasato ở Uenohara Observatory ngày 7 tháng 5 năm 1991.